# Halomonhystera chitwoodi
Halomonhystera chitwoodi is een rondwormensoort uit de familie van de Monhysteridae. De wetenschappelijke naam van de soort is voor het eerst geldig gepubliceerd in 1958 door Steiner.